# سعودی ایر آمبولانس
سعودی ایر آمبولانس (به انگلیسی: Saudi Air Ambulance) یک شرکت هواپیمایی است که در تاریخ ۲۰۰۹ میلادی تأسیس شده است. دفتر مرکزی سعودی ایر آمبولانس در ریاض، عربستان سعودی واقع شده‌است و قطب این شرکت هواپیمایی در فرودگاه بین‌المللی ملک خالد قرار دارد.